# St. Maria (Großhaslach)

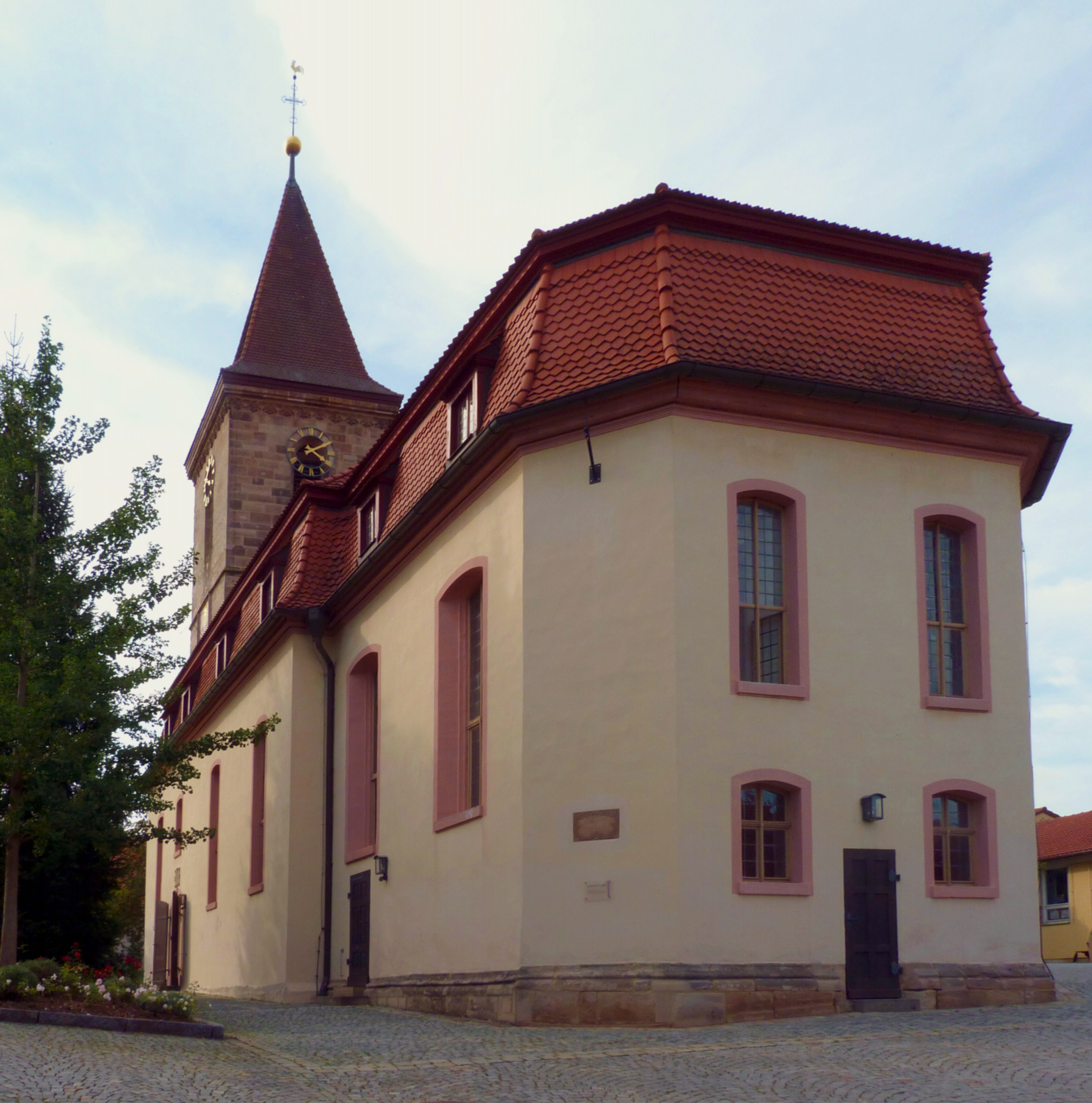
St. Maria in Großhaslach

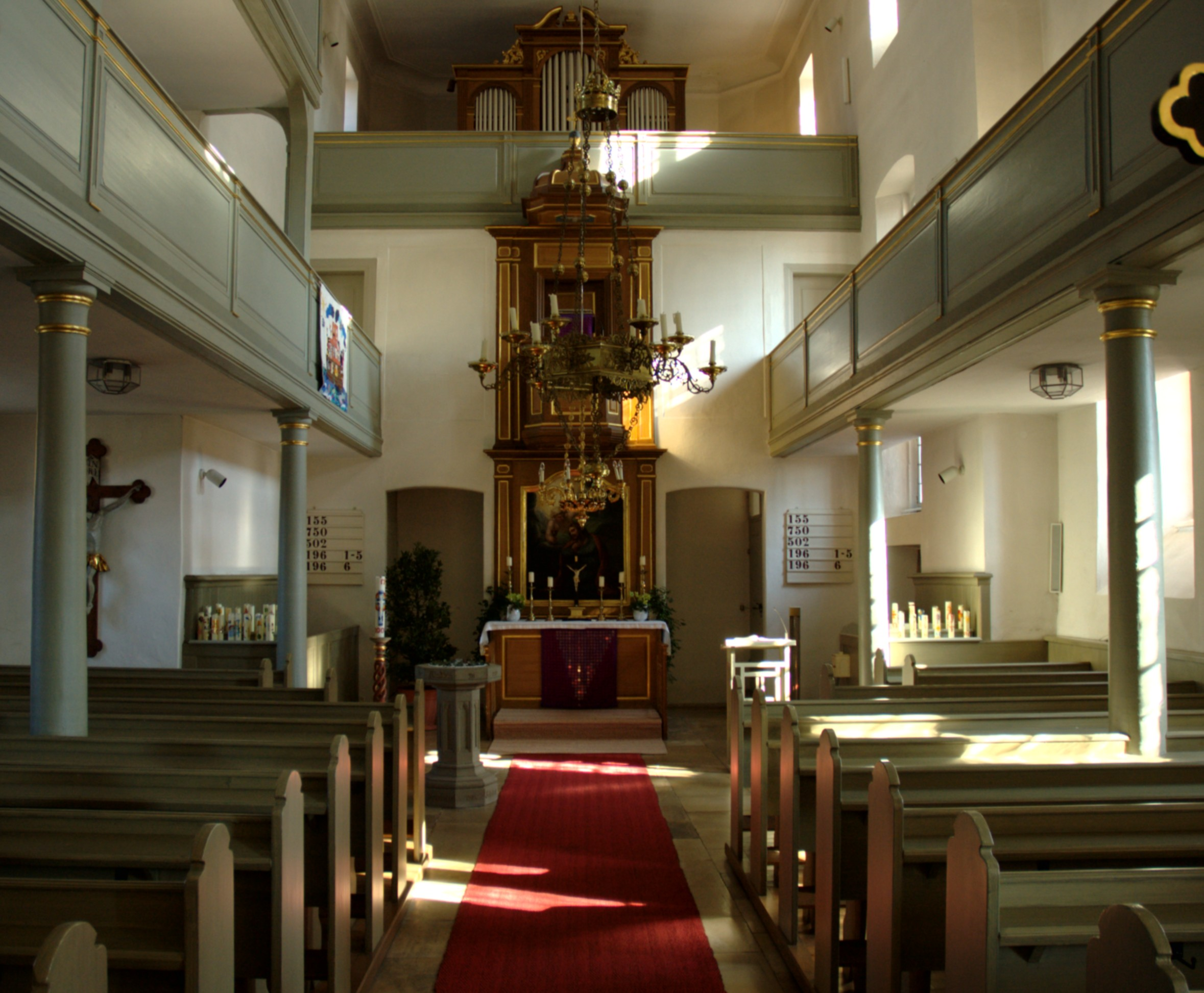
Innenausstattung mit Kanzelaltar, Orgel und Emporen

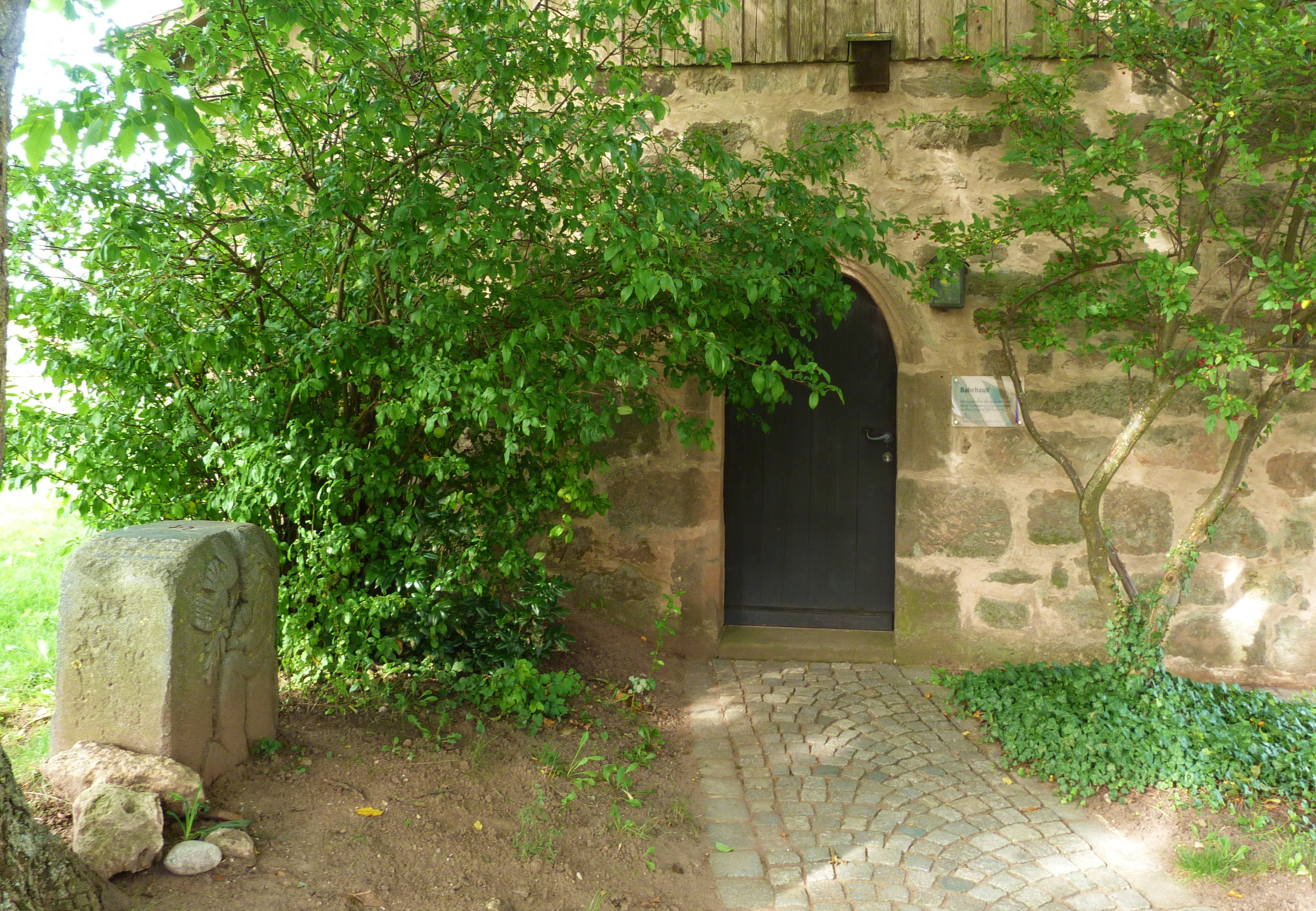
„Bahrhaus“: um 1500

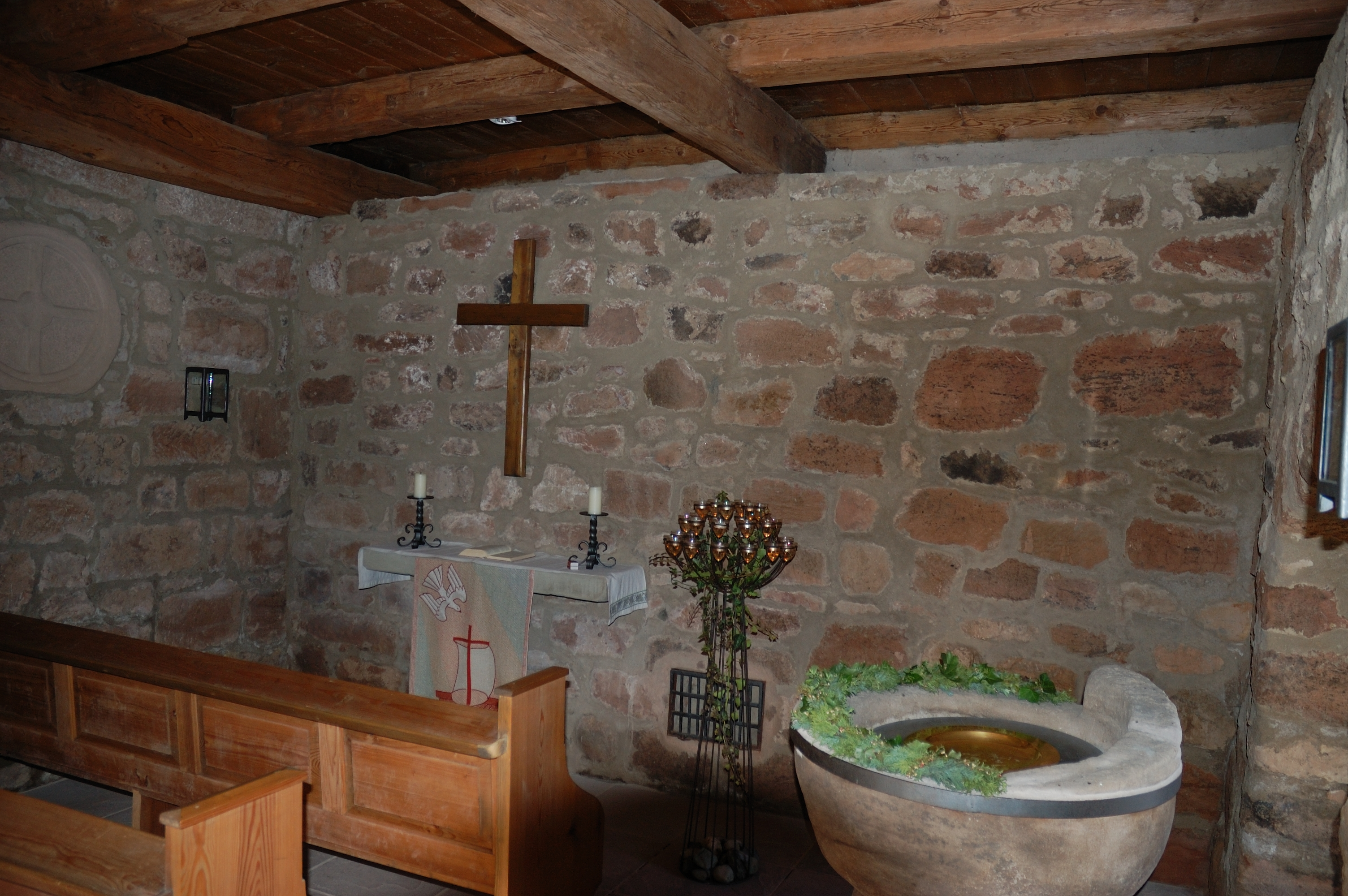
Bahrhaus mit Taufstein

St. Maria ist eine nach Maria, der Mutter Jesu, benannte Kirche im Ort Großhaslach. Die Pfarrei gehört zum Evangelisch-Lutherischen Dekanat Ansbach.

## Geschichte
Die erste Kirche (Patrozinium unbekannt) soll den Überlieferungen zufolge an der Stelle einer ursprünglich heidnischen Opferstätte erbaut worden sein, die sich auf einem Bergsporn befand. Diese Gründung erfolgte durch Benediktinermönche des St. Gumbertuskloster Ansbach im 8. Jahrhundert. Von dieser Kirche ist nichts mehr erhalten geblieben. An ihrer Stelle wurde im 12./13. Jahrhundert eine Wehrkirche im romanischen Baustil errichtet. Hiervon zeugen noch die Reste einer Wehrmauer und ein romanischer Taufstein, der sich heute in der Taufkapelle befindet.
Die heutige Pfarrkirche St. Maria – ursprünglich ein spätgotischer Kirchenneubau – wurde gegen Ende des 15. Jahrhunderts an der Stelle der alten Kirche errichtet und 1497 geweiht. Um 1530 wurde die Reformation eingeführt. 1783 wurde der Saalbau neu errichtet, der von dem markgräflichen Hofbaumeister Johann David Steingruber entworfen wurde.

## Baubeschreibung
Die Friedhofsbefestigung ist zum Teil erhalten. Die hohe Quadersteinmauer führte ursprünglich um die Kirche und dem Pfarrhaus herum. An der Ostseite befindet sich ein hohes Rundbogentor mit Ziegelverdachung und gotischen Profilresten an der Außenseite; nördlich davon ist ein kleineres vermauertes Spitzbogenportal. Zahlreiche Gebäude wurden später an die Mauer herangebaut. Neben dem Bahrhaus an der Westseite ist ein großer Reliefstein mit Apostelkreuz eingemauert.
Das Bahrhaus wurde um 1500 im spätgotischen Stil aus Quader- und Bruchsteinen erbaut. An der Süd- und Ostwand gibt es profilierte Kielbogen-Zugänge, an der Ostseite besitzt ein hochrechteckiges Fenster abgeschrägte Leibungen. Das Satteldach stammt aus späterer Zeit.
Der Saalbau hat vier Fensterachsen (im Süden zwei, im Norden drei Reihen von Stichbogenfenstern übereinander) und drei Rechteckportale (zwei an der Südseite, eines an der Nordseite) und schließt mit einem Mansardendach ab, das Stichbogengauben hat. Im Inneren ist der Saal flachgedeckt. Es sind zweigeschossige marmorierte Holzemporeneinbauten auf toskanischen Säulen eingelassen. Der eingezogene Chor im Osten hat zwei Fensterachsen mit anschließendem 3⁄8-Schluss und wurde auf dem Sockel eines älteren Chors erbaut. Der Ostteil des Chores ist heute die Sakristei. Sie ist durch eine Bretterverschalung mit Kanzelaltar und darüber befindlicher Orgelempore abgetrennt. Der westlich anschließende Turm ist durch ein Spitzbogenportal mit dem Saalbau verbunden. Er hat einen dreigeschossigen Aufbau und schließt mit einer vierseitigen Blechhaube ab. In den Untergeschossen gibt es Rechteckfenster mit abgeschrägten Leibungen, im Obergeschoss spitzbogige Schallöffnungen und Dreipassblendfries unter dem Kranzgesims. An der Südseite über dem unteren Wasserschlaggesims befindet sich ein Wappenrelief mit unleserliche Inschriftplatte, bezeichnet „1497“. Im ersten Obergeschoss ist ein Rautenrelief zu erkennen und ein Relief mit Kelch und Kanne. Unter dem zweiten Wasserschlaggesims ist in einem profilierten Rechteckrahmen eine Sonnenuhr angebracht.

## Kirchengemeinde
St. Maria hatte folgende Filialen:
- St. Kunigund Reuth (seit 1453, davor direkt nach St. Maria gepfarrt, Loslösung 1473) mit Aich, Mausendorf, Moosbach, Neuses b. W., Reuth, Triebendorf, Watzendorf, Wollersdorf[3]
- St. Laurentius Vestenberg (Loslösung 1578) mit Adelmannssitz, Frohnhof und Vestenberg
- St. Martin Bruckberg (seit 1935, davor direkt nach St. Maria gepfarrt, 1981 Umpfarrung nach St. Martin Kleinhaslach) mit Bruckberg, Reckersdorf und Neubruck[4]
- St. Martin Kleinhaslach (in der Reformationszeit Umpfarrung nach St. Andreas Dietenhofen) mit Kehlmünz und Kleinhaslach,[5]
- St. Matthäus Markttriebendorf (bis 17. Jahrhundert, danach Filiale von St. Johannes Bürglein)[6]

Der Pfarrei direkt unterstanden Bonnhof (mindestens bis 1144), Gottmannsdorf (bis 13. Jh.), Großhaslach, Höfstetten, Ketteldorf, Neuhöflein, Steinbach und Wustendorf.
Großhaslach ist Station auf dem mittelfränkischen Jakobsweg, der von Krakau über Prag nach Nürnberg führt und über Roßtal, Heilsbronn, Großhaslach, Weihenzell und Häslabronn nach Rothenburg ob der Tauber weitergeht.